# Матей, Владимир
Владимир Матей (чеш. Vladimír Matěj; 4 июля 1920, Брушперк, район Фридек-Мистек, Чехия — 30 ноября 2005, Уппсала) — чешский дирижёр. Брат Йозефа Матея.
Учился в школе органистов в Остраве, затем окончил Пражскую консерваторию (1943) как дирижёр, ученик Вацлава Талиха. Преподавал фортепиано и дирижирование в музыкальном училище в Готвальдове, с 1947 г. второй дирижёр городского оркестра. С 1957 г. в Карловых Варах, в 1958—1968 гг. возглавлял Карловарский симфонический оркестр, гастролировал с ним в нескольких европейских странах. С Остравским филармоническим оркестром записал произведения своего брата.
После Советского вторжения в Чехословакию в 1968 году эмигрировал в Швецию. Преподавал в музыкальном училище в Питео. С 1988 г. на пенсии.